# 9164 Colbert
9164 Colbert eller 1987 SQ är en asteroid i huvudbältet som upptäcktes den 19 september 1987 av den amerikanske astronomen Edward L.G. Bowell vid Anderson Mesa Station. Den är uppkallad efter Edwin H. Colbert.
Den har en diameter på ungefär 14 kilometer och den tillhör asteroidgruppen Hygiea.